# Stan Swamy
Stanislaus Lourduswamy (Tiruchirappal·li, 26 d'abril de 1937 – Bombai, 5 de juliol de 2021), conegut popularment com Stan Swamy, va ser un sacerdot catòlic romà, indi i membre de l'orde dels jesuïtes, i activista dels drets tribals durant diverses dècades. Swamy va ser la persona més vella acusada de terrorisme a l'Índia.
El 8 d'octubre de 2020, Swamy va ser arrestat i denunciat per l'Agència Nacional d'Investigació en virtut de la Llei de prevenció d'activitats il·legals pel seu presumpte paper en la violència de Bhima Koregaon de 2018 i els seus vincles amb el Partit Comunista de l'Índia (maoista). El ministre en cap de Jharkhand, Hemant Soren, i el ministre en cap de Kerala, Pinarayi Vijayan van demanar que es fes justícia a Swamy.

## Vida
Swamy va néixer el 26 d'abril de 1937 i provenia de Trichy, a Tamil Nadu. Als anys setanta, va estudiar teologia i va obtenir un màster en sociologia a les Filipines, on va trobar una sèrie de protestes i manifestacions contra l'administració. Durant els seus estudis posteriors, va fer amistat amb l'arquebisbe catòlic brasiler Hélder Câmara, el treball del qual amb gent pobra el va influir.

## Activisme
Swamy va ser un exdirector de l'Indian Social Institute (Institut Social Indi), dirigit per jesuïtes, a Bangalore, des de 1975 fins a 1986. Havia qüestionat la no implementació del Cinquè Programa de la Constitució, que estipula la creació d'un Consell Consultiu de les Tribus amb membres únicament de les comunitats adivasi per a la seva protecció, benestar i desenvolupament a l'Estat.
En un vídeo difós dos dies abans de la seva detenció, Swamy va suggerir que la seva detenció estava relacionada amb el seu treball, ja que implicava dissidència contra les polítiques governamentals. Se cita que diu:
El que em passa no és una cosa que només em passi a mi. És un procés més ampli que s'està duent a terme a tot el país. Tots som conscients de com intel·lectuals, advocats escriptors, poetes, activistes, estudiants, líders, tots són empresonats perquè han expressat la seva dissidència o han plantejat preguntes sobre els poders governants de l'Índia. Formem part del procés. En certa manera, estic content de formar part d'aquest procés. No sóc un espectador silenciós, sinó part del joc, i disposat a pagar el preu que sigui.

### Activisme a la presó
Mentre estava a la presó central de Taloja, en una carta al seu col·lega jesuïta, Swamy va destacar la difícil situació dels presos afirmant: "Molts d'aquests pobres empresonats no saben quins càrrecs se'ls han posat, no han vist el seu full de càrrecs i queden empresonats durant anys sense cap assistència legal ni de cap altra índole." Va acabar la carta dient: "Però encara cantarem plegats. Un ocell engabiat encara pot cantar".

## Detenció i protestes
Swamy va ser implicat en la violència de Bhima Koregaon el 2018, mentre va afirmar que no va estar a Pune durant el període esmentat, i va ser acusat de simpatitzant maoista. Es va al·legar que el Comitè de Solidaritat dels Presos Perseguits (PPSC) fundat per ell i Sudha Bharadwaj, "per lluitar per l'alliberament d'uns 3.000 homes i dones que han estat etiquetats com a maoistes i empresonats", estava destinat a la recaptació de fons maoista. Els jesuïtes van negar l'al·legació que Stan Swamy fos maoista. Va ser arrestat per l'Agència Nacional d'Investigació (NIA) el 8 d'octubre de 2020, procedent de Bagaicha, un centre d'acció social jesuïta, i va ser acusat d'acord amb la llei de 1967 sobre prevenció d'activitats il·legals, segons la qual es pot denegar la fiança.
El cas va ser investigat inicialment per la policia de Pune, però posteriorment es va lliurar a la NIA. Abans havia estat arrestat el juny de 2018 a Ranchi per acusacions similars. Va haver-hi protestes generalitzades a tota l'Índia amb la Unió Popular per a les Llibertats Civils (PUCL), la Unió Catòlica Índia, la Conferència Episcopal Catòlica de l'Índia, la Conferència Episcopal Catòlica de Kerala (KCBC), l'Associació Catòlica Llatina de Kerala (KLCA), el provincial jesuita de Kerala, la Federació de Conferències de Bisbes Asiàtics (FABC), i la comunitat internacional de jesuïtes, demanant la seva llibertat. L'església catòlica de Ranchi també va publicar un comunicat que deia que estava "angoixada i preocupada" per la manera com va ser arrestat. Les detencions han estat qualificades de motivades políticament a causa de la seva tasca entre les comunitats adivasi, l'alliberament de soterraments, el Comitè de Solidaritat dels Presos Perseguits, entre d'altres. Els líders d'altres religions minoritàries també van protestar per la seva detenció. En una protesta el 21 d'octubre de 2020, líders de partits polítics de l'oposició com Shashi Tharoor, Sitaram Yechury, D. Raja, Supriya Sule i Kanimozhi, juntament amb l'economista Jean Dreze, el doctor Joseph Marianus Kujur, el director de l'Institut Xavier de Ranchi. Ciències Socials, els activistes Dayamani Barla i Rupali Jadhav, i l'advocat Mihir Desai van demanar l'alliberament de Stan.

## Fiança i presó
El jutjat especial de la NIA va rebutjar la fiança provisional per motius mèdics el 23 d'octubre de 2020. El 6 de novembre de 2020, Swamy va presentar una sol·licitud al jutjat especial per sol·licitar una palla o un recipient amb broc perquè no podia subjectar un got a causa del Parkinson. La NIA va tardar 20 dies per respondre a la sol·licitud. El 26 de novembre de 2020, la NIA va respondre que no tenien palles per Swamy. Swamy també va presentar una fiança per segona vegada al considerar que tenia 83 anys i patia el Parkinson. El Tribunal va ajornar la propera vista al 4 de desembre de 2020 mentre dirigia les autoritats de la presó perquè responguessin a la seva sol·licitud d'una palla per beure i roba d'hivern càlida. Al voltant de 50 dies després d'haver estat arrestat i entre la indignació pública dels ciutadans, les autoritats de la presó Taloja van proporcionar a Swamy una palla. Els activistes Varavara Rao, Vernon Gonsalves i Arun Ferreira també estan allotjats a la presó de Taloja juntament amb Stan Swamy.
Swamy havia sol·licitat la fiança el novembre de 2020, que va ser desestimada pel tribunal especial de la NIA el 22 de març de 2021.
El 28 de maig de 2021, el Tribunal Superior de Bombai va ordenar al govern de Maharashtra que ingressés Swamy a un hospital privat durant 15 dies, considerant el ràpid empitjorament de la seva salut, preferiblement el mateix dia de l'ordre. Així, va ser ingressat a l'Hospital Holy Family, Bandra.

## Malaltia i mort
Swamy va patir de Parkinson i altres malalties relacionades amb l'edat. Va caure diverses vegades a la presó. Va patir pèrdua de l'audició i es va sotmetre a operacions.
El 4 de juliol de 2021, Swamy va rebre ventilació assistida a l'Hospital Holy Family, Bombai, ja que la seva salut es deteriorava. Va morir el 5 de juliol de 2021 abans de la seva audiència sota fiança al Tribunal Superior de Bombay.